# Alforsita
L'alforsita és un mineral de la classe dels fosfats, que pertany al grup de l'apatita. Anomenat per N. G. Newberry, Eric J. Essene, i Donald R. Peacor en honor de John T. Alfors geòleg del Servei Geològic de Califòrnia, EUA.

## Característiques
L'alforsita és un fosfat de fórmula química Ba₅(PO₄)₃Cl. Cristal·litza en el sistema hexagonal. La seva duresa a l'escala de Mohs és 5.
Segons la classificació de Nickel-Strunz l'alforsita pertany a «08.BN - Fosfats, etc. amb anions addicionals, sense H₂O, només amb cations de mida gran, (OH, etc.):RO₄ = 0,33:1» juntament amb els següents minerals: aradita, magganasita, fluorpiromorfita, fluorsigaiïta, fluoralforsita, belovita-(Ce), clorapatita, mimetita-M, johnbaumita-M, fluorapatita, hedifana, hidroxilapatita, johnbaumita, mimetita, morelandita, piromorfita, fluorstrofita, svabita, turneaureïta, vanadinita, belovita-(La), deloneïta, fluorcafita, kuannersuïta-(Ce), hidroxilapatita-M, fosfohedifana, hidroxilpiromorfita, estronadelfita, fluorfosfohedifana, carlgieseckeïta-(Nd), vanackerita, miyahisaïta, pieczkaïta, hidroxilhedifana, pliniusita, parafiniukita, arctita, krügerita i goryainovita.

## Formació i jaciments
Descrit en metasediments rics en bari afectats per metamorfisme de contacte. Sovint en dipòsits lenticulars de fàcies fèlsiques d'hornblenda-piroxè. Associat a minerals com la fluorapatita, el quars, la turmalina o la pirita.